# Michael Reiziger
Michael Reiziger (Amstelveen, Holanda Septentrional, 3 de mayo de 1973) es un exfutbolista neerlandés de las décadas de 1990 y 2000. Jugó, como defensa, sobre todo de lateral derecho, en tres grandes clubes europeos: Ajax de Ámsterdam, AC Milan y F. C. Barcelona, así como en la selección neerlandesa. Ha acumulado grandes títulos a lo largo de su carrera, en la que se ha distinguido como un defensor fuerte, rápido y buen marcador.

## Clubes
| Club              | País         | Año       |
| ----------------- | ------------ | --------- |
| Ajax de Ámsterdam | Países Bajos | 1990-1992 |
| FC Volendam       | Países Bajos | 1992-1993 |
| FC Groningen      | Países Bajos | 1993-1994 |
| Ajax de Ámsterdam | Países Bajos | 1994-1996 |
| AC Milan          | Italia       | 1996-1997 |
| F. C. Barcelona   | España       | 1997-2004 |
| Middlesbrough FC  | Inglaterra   | 2004-2005 |
| PSV Eindhoven     | Países Bajos | 2005-2007 |

## Palmarés

### Torneos nacionales
| Título                   | Club            | País         | Año     |
| ------------------------ | --------------- | ------------ | ------- |
| Eredivisie               | A. F. C. Ajax   | Países Bajos | 1994-95 |
| Copa de los Países Bajos | A. F. C. Ajax   | Países Bajos | 1995    |
| Eredivisie               | A. F. C. Ajax   | Países Bajos | 1995-96 |
| La Liga                  | F. C. Barcelona | España       | 1997-98 |
| Copa del Rey             | F. C. Barcelona | España       | 1997-98 |
| La Liga                  | F. C. Barcelona | España       | 1998-99 |
| Eredivisie               | PSV Eindhoven   | Países Bajos | 2005-06 |
| Eredivisie               | PSV Eindhoven   | Países Bajos | 2006-07 |

### Torneos internacionales
| Título                       | Club            | Sede      | Año     |
| ---------------------------- | --------------- | --------- | ------- |
| Liga de Campeones de la UEFA | A. F. C. Ajax   | Viena     | 1994-95 |
| Copa Intercontinental        | A. F. C. Ajax   | Tokio     | 1995    |
| Supercopa de Europa          | A. F. C. Ajax   | Ámsterdam | 1995    |
| Supercopa de Europa          | F. C. Barcelona | Dortmund  | 1997    |

## Entrenador
| Equipo y puesto                       | Nombramiento       | Salida             |
| ------------------------------------- | ------------------ | ------------------ |
| Sparta R. U17 / Entrenador            | 13/14 (01/07/2013) | 14/15 (31/12/2014) |
| Países Bajos S17 / Segundo entrenador | 14/15 (01/08/2014) | 14/15 (31/12/2014) |
| Sparta R. / Segundo entrenador        | 14/15 (01/01/2015) | 16/17 (30/06/2017) |
| Ajax B / Entrenador                   | 17/18 (01/07/2017) | 18/19 (30/06/2019) |
| Ajax / Entrenador interino            | 17/18 (21/12/2017) | 17/18 (31/12/2017) |
| Ajax / Segundo entrenador             | 19/20 (01/07/2019) | 22/23 (30/06/2023) |